# Anthony Fokker
Anton Herman Gerard »Anthony« Fokker , nizozemski letalski konstruktor in pilot, *  6. april 1890, Blitar, Java, Nizozemska vzhodna Indija (danes Indonezija) † 23. december 1939, New York, Združene države Amerike.

## Začetki
Rodil se je na otoku Java, ki je bil takrat nizozemska kolonija, očetu lastniku kavne plantaže. Družina se je kmalu po njegovem rojstvu vrnila na Nizozemsko v Haarlem, da bi njemu in njegovi sestri zagotovila šolanje v domačem okolju. Anton je bil kar težaven učenec, pokazal pa je zanimanje za mehaniko. Oče ga je poslal v Nemčijo, da bi se izučil za avtomehanika, vendar se je že prej navdušil nad letalstvom, zato se je prepisal.

## Vpletenost na nemško stran v vojni
Leta 1912 je v Nemčiji ustanovil svoje prvo podjetje, Fokker Aeroplanbau in razvil več modelov letal. Z očetovo denarno podporo je zgradil svoje prvo letalo, de Spin (pajek). Prvi dve letali sta strmoglavili, s tretjim pa je postal znan po več odmevnih demonstracijskih poletih, ki jih je opravil kar sam. Ustanovil je tudi tovarniško šolo za letalske pilote. 
Že pred izbruhom 1. svetovne vojne je začel delati za nemško vojsko in zanje izdeloval izključno lahka enosedežna letala. Med samo vojno je skonstruiral številna slavna letala, med njimi Eindecker in Dr.I. Slednje je zaslovelo zaradi uspehov asov, kot je bil Manfred von Richthofen. Pripisujejo mu tudi eno pomembnejših iznajdb na tem področju – mehanizem sinhronizacije mitraljeza z letalskim vijakom, ki je omogočal namestitev mitraljeza za motorjem in propelerjem. To je dalo v začetku nemškim pilotom, kot so von Richthofen, Immelmann in Boelcke ogromno prednost v zračnih bojih.
Leta 1918 pa je izdelal tehnično najpopolnejšega lovca cele vojne – D.VII. To letalo mu je prineslo velik finančni uspeh, saj je zanj dobil veliko naročil, letalo pa so izdelovali po licenci tudi drugje. Vsega skupaj so jih izdelali približno 3.300.

## Pobeg domov
Po koncu prve svetovne vojne je bilo Nemčiji po določilih Versajske mirovne pogodbe prepovedano izdelovati letala in letalske motorje. Fokker se je vrnil domov na Nizozemsko in pretihotapil čez mejo še cel vlak delov za letala. Na tej osnovi je ustanovil podjetje Nederlandse Vliegtuigenfabriek (Nizozemska tovarna letal), predhodnika poznejšega in zdajšnjega podjetja Fokker, in se preusmeril v civilno letalstvo.
Leta 1922 je odprl tovarno Atlantic Aircraft Corp. v New Jerseyu v ZDA in pozneje postal tudi ameriški državljan. V 1920. in 1930. letih so njegova potniška letala prevladovala na trgu. Med drugim so po licenci ameriškega Douglasa na Nizozemskem izdelovali potniško letalo DC-2 za evropski trg. Eden od uporabnikov je bila seveda tudi nizozemska družba KLM. 
Umrl je leta 1939 za pnevmokoknim meningitisom, star komaj 49 let. Pokopan je v družinski grobnici v Driehuisu na Nizozemskem.